# Robert Kahn
Robert E. Kahn, noto anche come Bob Kahn (New York, 23 dicembre 1938), è un informatico statunitense.
Insieme a Vinton Cerf, inventò il protocollo TCP/IP, la tecnologia usata per trasmettere informazioni in Internet.

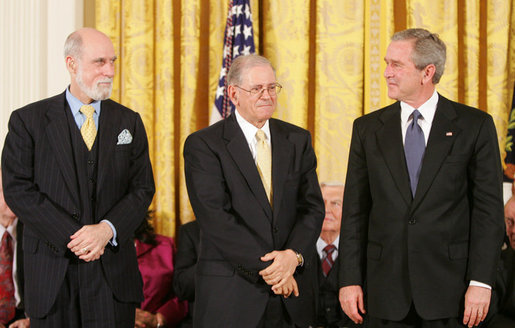
Il presidente degli Stati Uniti George W. Bush (a destra) durante la cerimonia di consegna della Medaglia presidenziale della libertà del 9 novembre 2005 a Robert Kahn (al centro) e a Vinton Cerf

## Biografia
Conseguì il diploma (B.E.E.) al City College of New York nel 1960, e la laurea (M.A.) e Ph.D. alla Princeton University nel 1962 e nel 1964 rispettivamente. Lavorò per un certo tempo ai Bell Laboratories e come Assistente di Ingegneria Elettrica al MIT. Prese un periodo di congedo non retribuito dal MIT per unirsi al Bolt Beranek and Newman (ora BBN Technologies), dove fu responsabile del progetto del sistema ARPANET, la prima rete a commutazione di pacchetto.
Nel 1972 passò al DARPA e a ottobre dello stesso anno, mostrò l'uso di ARPANET connettendo 40 computer differenti all'International Computer Communication Conference. Dopo divenne direttore del DARPA's Information Processing Techniques Office (IPTO), avviò il costosissimo Strategic Computing Program, il più ampio progetto di ricerca informatica e programma di sviluppo governativo mai intrapreso dal governo federale statunitense.
Mentre stava lavorando ad un progetto di rete satellitare, ritornò con l'idea iniziale dalla quale poi nacque il Transmission Control Protocol (TCP), che era voluto come rimpiazzo per un più vecchio protocollo di rete, l'NCP, usato nell'ARPANET. Lavorando su questo, pose le basi di un'architettura di rete aperta, che avrebbe consentito ai computer e a tutte le reti del mondo di comunicare tra di loro, senza considerare l'hardware e il software usato da ogni rete. Per raggiungere questo obiettivo il TCP fu disegnato con le seguenti funzionalità:
- Piccole sotto-sezioni con cui l'intera rete sarebbe stata capace di comunicare attraverso computer specializzati il cui compito era solo di indirizzare i pacchetti (gateway, router, switch,... ).
- Nessuna parte della rete sarebbe stata singolo punto di rottura o sarebbe stata capace di controllare tutta la rete.
- Ogni pezzo dell'informazione inviata attraverso la rete avrebbe avuto una sequenza di numeri per assicurare che sarebbero stati inviati nell'ordine giusto alla destinazione e riconoscere la loro perdita.
- Un computer che inviava un'informazione ad un altro avrebbe saputo se questa fosse stata ricevuta nel momento in cui il computer di destinazione avesse inviato uno speciale pacchetto detto acknowledgement.
- Se l'informazione inviata da un altro computer andava persa, l'informazione veniva ritrasmessa dopo che la perdita veniva intercettata da un timeout che avrebbe identificato che l'atteso acknowledgement non era stato ricevuto.
- Ogni pezzo dell'informazione inviata attraverso la rete sarebbe stato accompagnato da un checksum, calcolato dall'originale computer sorgente e verificato dalla destinazione, per assicurare che non fosse rovinato.

Vinton Cerf si unì a lui nel progetto nella primavera del 1973 e insieme completarono la prima versione di TCP. In seguito il protocollo fu separato in due livelli con la maggior parte delle funzionalità implementate nell'Internet Protocol (IP).
Dopo 30 anni da DARPA, fondò il Corporation for National Research Initiatives (CNRI) nel 1986 e dal 2003 ne è Chairman, CEO e Presidente. CNRI è un'organizzazione non-profit intesa a fornire la guida e i fondi di ricerca e sviluppo al National Information Infrastructure.
Il 9 novembre 2005 è stato premiato con la Medaglia presidenziale della libertà dal Presidente Bush.
Il 26 maggio 2006 l'Università di Pisa gli ha conferito, insieme a Vinton Cerf, la Laurea Specialistica Honoris Causa in Ingegneria informatica.